# Área metropolitana

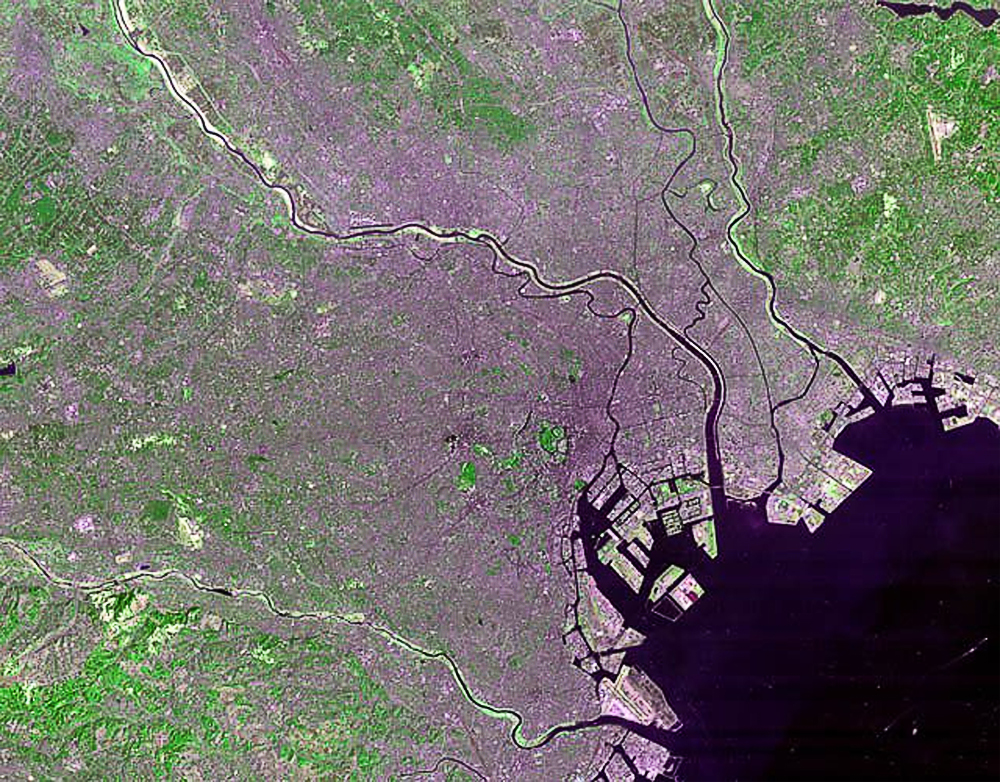
Vista aérea del área metropolitana de Tokio, en Japón, la más poblada del mundo.

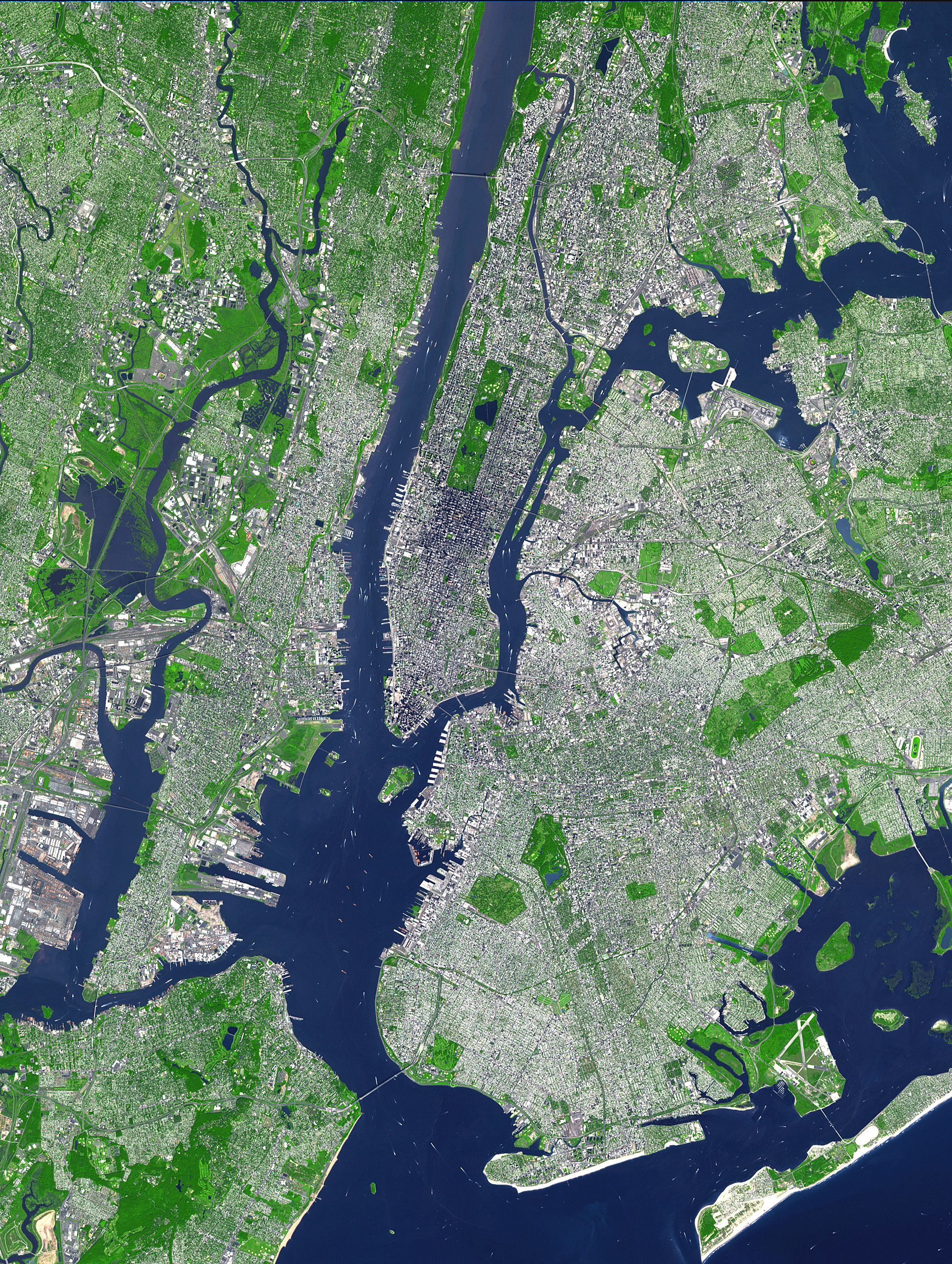
Vista aérea del área metropolitana de Nueva York, en Estados Unidos, el área metropolitana más grande del mundo.

Mapa del área metropolitana de Madrid (haz clic en el mapa para ampliarlo).

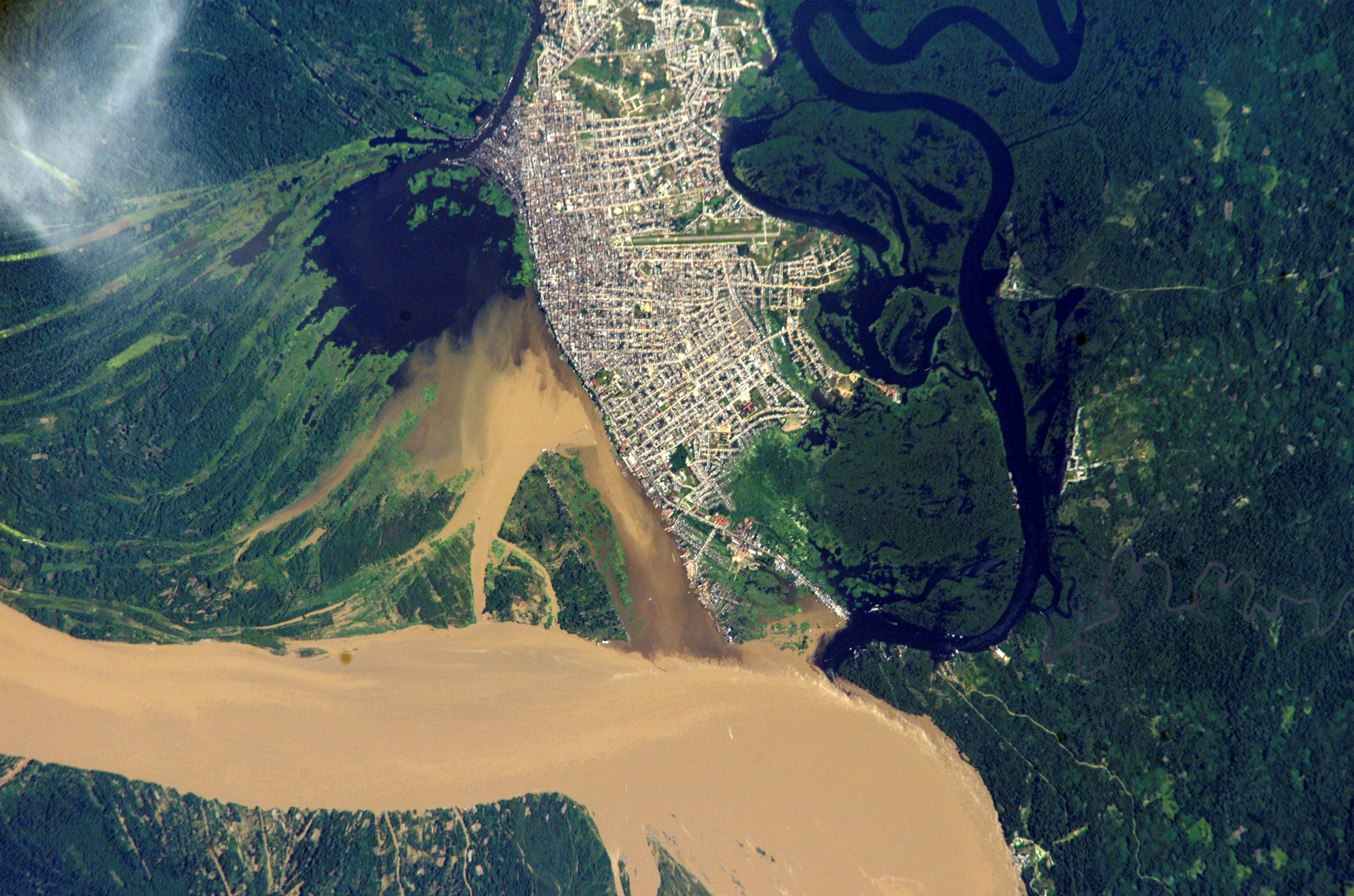
Vista aérea del área metropolitana de Iquitos, en Perú, la más grande y poblada del mundo sin conexión terrestre a otra ciudad

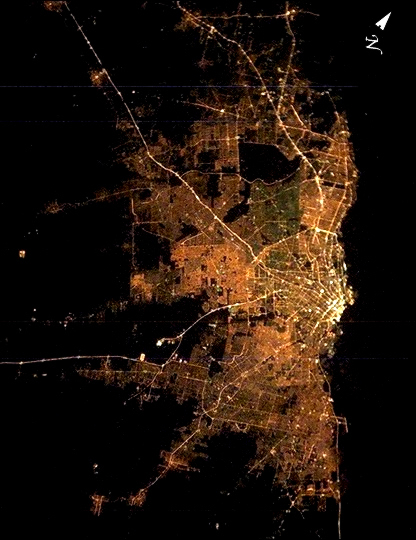
Vista nocturna del área metropolitana de Buenos Aires, en Argentina.

Un área o zona metropolitana es una región urbana que engloba una ciudad principal (la metrópoli) que da nombre al área y una serie de ciudades que pueden funcionar como ciudades dormitorio, industriales, comerciales y serviciales. También se conoce como red urbana.
El concepto de área metropolitana es indispensable para comprender la realidad urbana de nuestro tiempo: se trata de un fenómeno que principalmente se desarrolla a partir del siglo XIX, relacionado en sus inicios con la Revolución Industrial y que, sobre todo, a final del siglo XX afecta a la mayoría de las ciudades grandes y medias, ya no solo producido por el desarrollo económico y desarrollo social en los países desarrollados, sino también, debido a las altas tasas de crecimiento demográfico, en los países emergentes y del Tercer mundo. La mera observación del entorno periférico de ciudades como Granada lo manifiestan de un modo evidente, mediante la evolución de las comunicaciones, la proliferación de nuevas actividades, la expansión urbanística y, a nivel social, con la ubicación indistinta de todos los estratos sociales en toda el área, como domicilio habitual
Las áreas metropolitanas constituyen los polos básicos del sistema de ciudades. De acuerdo con el perfil teórico, funcionan como verdaderos centros de innovación, cultural, social y demográfica, al mismo tiempo que concentran una gran parte del poder económico, y en ellas radican importantes centros de decisión que –de un modo u otro– influyen en los diversos componentes del sistema de ciudades inserto en su área de influencia.
Hay numerosos ejemplos de áreas metropolitanas en el mundo: 
En América del Sur: Región metropolitana de São Paulo, Gran Buenos Aires, 
Región Metropolitana de Río de Janeiro, Lima Metropolitana, Región Metropolitana Bogotá-Cundinamarca, Región Metropolitana de Santiago, Belo Horizonte, Gran Caracas, Área metropolitana del Valle de Aburrá, Gran Guayaquil, el Distrito Metropolitano de Quito, Gran Córdoba,  Gran Rosario, Área metropolitana de Maracaibo, Área Metropolitana de Arequipa, Área Metropolitana de Cali, Gran Concepción, Gran Valparaíso, Área metropolitana de Santa Cruz de la Sierra, Región metropolitana de Cochabamba, Área metropolitana El Alto-La Paz, Gran Asunción, Área metropolitana de Montevideo, Área Metropolitana de Trujillo, entre las más pobladas y extensas. 
En América del Norte y América Central: Zona metropolitana del Valle de Toluca, el Gran Santo Domingo de la República Dominicana, 
Zona metropolitana del valle de México, Área metropolitana de Boston, Área metropolitana de Houston, Área metropolitana de San Diego, Área metropolitana de San Salvador, Área metropolitana de Miami,Zona Metropolitana de Guadalajara,Zona metropolitana de Monterrey, Zona metropolitana de La Laguna, Área metropolitana de Toronto, Área metropolitana de Vancouver, Área metropolitana de Montreal, Área metropolitana de Denver, Área metropolitana de Nueva York, Gran Los Ángeles, Gran Área Metropolitana (Costa Rica), Área metropolitana de Guatemala, de Chicago, Dallas-Fort Worth. 
En Europa, algunas de las mayores son las de Londres, París, Moscú, Área Metropolitana del Ruhr, Madrid, Milán, Barcelona, Berlín, Atenas, Roma, Hamburgo, Fránkfort del Meno, Viena, Ámsterdam, Kiev, Lisboa y Valencia. 
En Oceanía: Sídney, Melbourne, Brisbane, Auckland y Adelaida son las principales metrópolis. 
En Asia: Área del Gran Tokio, Osaka, Pekín, Shanghái, Hong Kong, Bangkok, Singapur, Yakarta, Bombay, Nueva Delhi, Karachi, Teherán, Damasco, Jerusalén, Dubái o Beirut.

## Diferentes modelos de organización urbana
El concepto central que diferencia el concepto "área metropolitana", de otras organizaciones demográficas se encuentra en el enfoque que se le dé a esa agrupación. Bien sea la idea de un sistema radial, centralizado con una ciudad principal, cuyo tamaño está generalmente definido por las correspondientes administraciones, y con grandes densidades de población –área metropolitana–. O bien la consideración del núcleo urbano como la suma de una o más ciudades principales que a su vez pueden tener sus correspondientes áreas metropolitanas, y que, debido al crecimiento de éstas, han llegado a fusionarse en una agrupación superior –conurbación–. En ciertos casos de este segundo modelo, la extensión física y la población serían enormes, formando espacios urbanos de decenas de millones de habitantes que agruparían ciudades ya de por sí grandes y conformando megalópolis. En la práctica, los conceptos: metrópolis, área metropolitana, conurbación, megalópolis y otros más generales pueden referirse a la misma cosa, pero fijándoles previamente las cualidades o variables que deseamos incluir en el espacio geográfico, siendo típicas la proximidad o la densidad de población, pero no definitivas.
El pensamiento sociológico sobre la sociedad urbana es enriquecedor: considérese ya sea el de los mismos sociólogos (Alain Touraine en La transformación de las metrópolis) o el de los cineastas (Fritz Lang en Metrópolis) o el de los especialistas en ecología humana (Amos H. Hawley en La estructura de los sistemas sociales, un clásico).

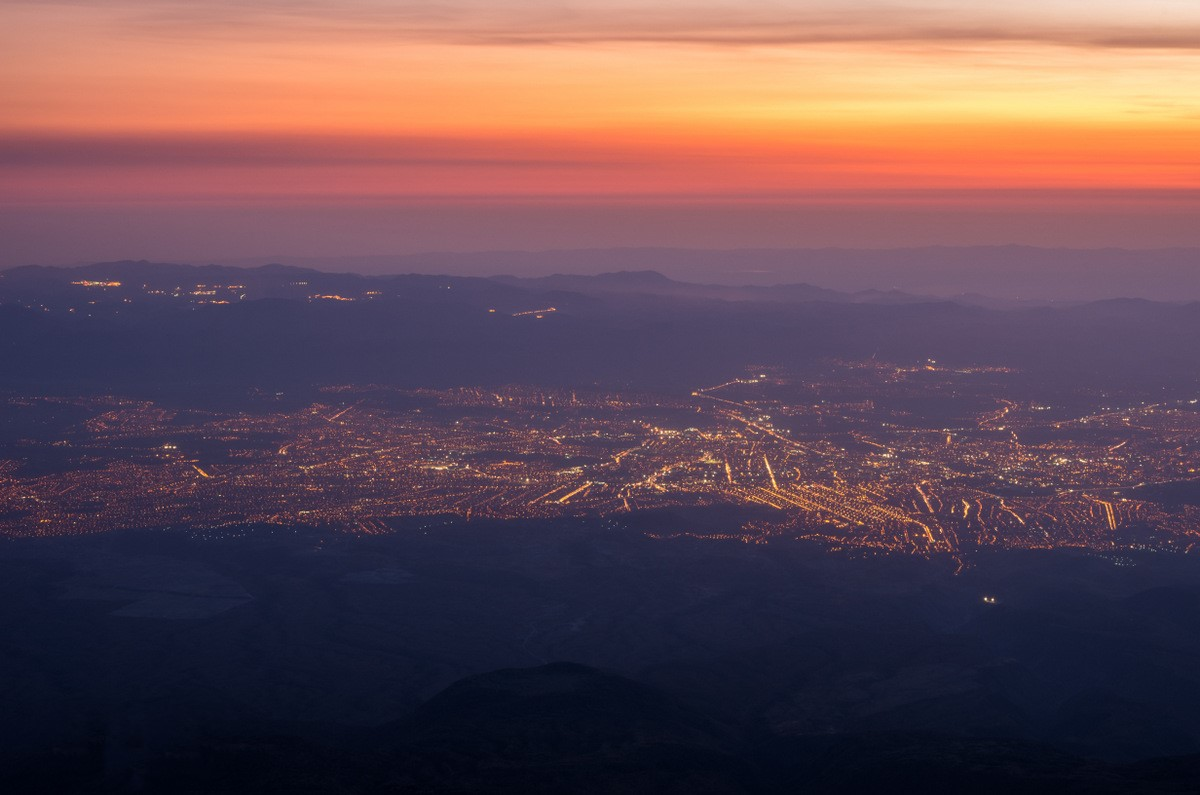
Vista nocturna del área metropolitana de Arequipa, Perú.

Finalmente, el desarrollo de muchas áreas rurales con miles de casas unifamiliares, carreteras en vez de calles, numerosas urbanizaciones, espacios verdes por todos los sitios en vez de parques y una extensión de decenas de kilómetros cuadrados, ha construido un nuevo concepto de ciudad que ya no tiene mucho que ver con la ciudad típica, pues presenta infraestructuras muy caras debido a su baja densidad y gran extensión, pero una calidad de vida superior. Existe entonces una gran preocupación y dedicación por parte del municipio por la definición de prioridades y por su dotación presupuestaria. El estudio de las prioridades sociales como índices, que componen indicadores sociales de desarrollo regional, que es el objetivo final de tales planes regionales, merece un tratamiento independiente. Aunque no sea el único tema, merecen un lugar destacado el transporte, los medios de comunicación, la educación, la salud y, claro está, el trabajo y de todo esto debe de ser dotada el área.

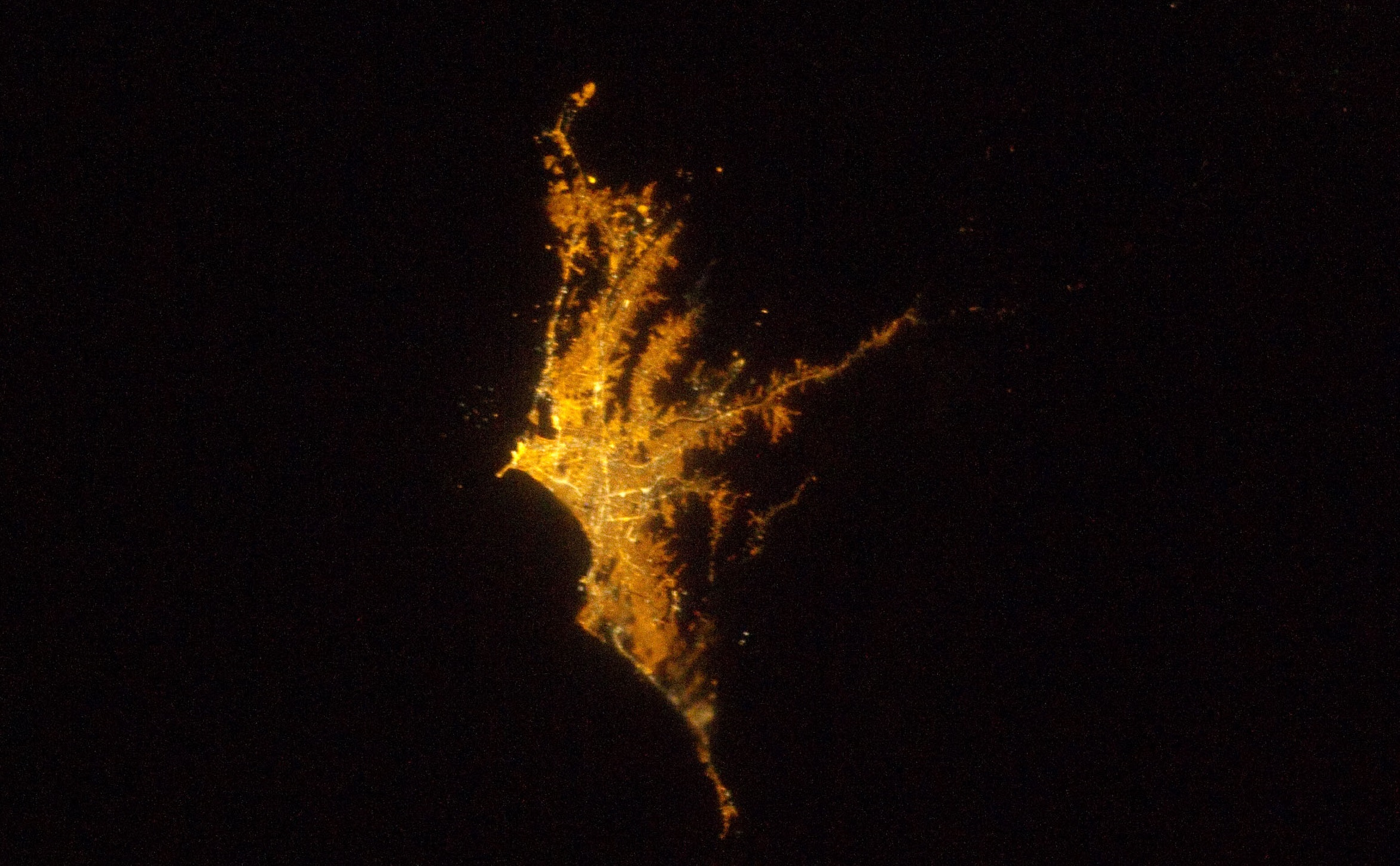
Vista nocturna del área metropolitana de Lima, Perú vista desde la EEI.

Hay proyectos en marcha, bien documentados, de esta nueva condición humana para las preguntas y las respuestas nuevas.

## Áreas Urbanas Funcionales (AUF)
Para los fines del proyecto Urban Audit se definen, para las principales ciudades europeas, sus áreas metropolitanas de influencia, conocidas como Áreas Urbanas Funcionales (AUF). Cada AUF consiste en una ciudad y los municipios que forman su entorno funcional, concretamente de influencia laboral. El objetivo es disponer de un área con una parte significativa de población ocupada residente que se desplaza a trabajar a la ciudad objeto de estudio. Un municipio pertenece al AUF de una ciudad si el 15% o más de su población ocupada se desplaza a esa ciudad por motivos de trabajo.
En 2014, las AUF con mayor población [de España] fueron las de Madrid (con cerca de 6,53 millones de personas) y Barcelona (con 4,89 millones). Por su parte, las de Valencia, Sevilla y Bilbao contaban con más de un millón de personas cada una.

## Áreas metropolitanas por población

Áreas metropolitanas de Alemania.
Áreas metropolitanas de México.
Áreas metropolitanas de Colombia.
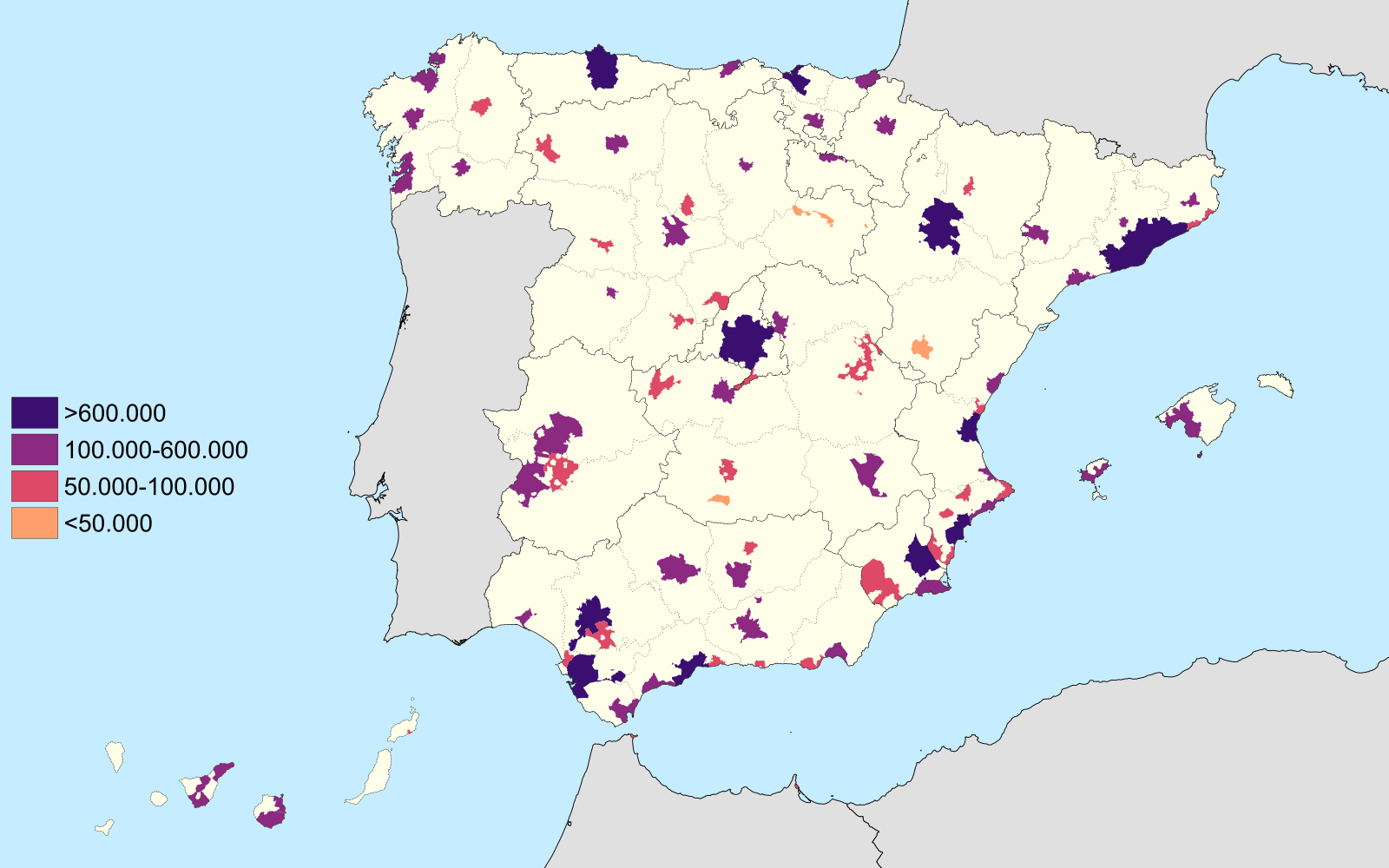
Principales áreas metropolitanas de España.

- Del Mundo:
  - Anexo:Áreas metropolitanas por población
  - Anexo:Áreas metropolitanas por población estimada en 2005

- De América: Anexo:Áreas metropolitanas de América
  - Áreas metropolitanas de Chile
  - Áreas metropolitanas de Colombia
  - Áreas metropolitanas de México
  - Anexo:Áreas metropolitanas de América Central y las Antillas
  - Áreas metropolitanas del Perú
  - Áreas metropolitanas de Venezuela
  - Anexo:Aglomerados urbanos de Argentina
  - Anexo:Regiones metropolitanas del Brasil por población
  - Anexo:Áreas metropolitanas de Estados Unidos
  - Anexo:Áreas metropolitanas de Venezuela por población

- De Asia:
  - Anexo:Áreas metropolitanas de Asia
  - Anexo:Áreas metropolitanas de Japón

- De Europa:
  - Anexo:Áreas metropolitanas de Europa
  - Áreas metropolitanas de España
  - Anexo:Áreas metropolitanas de España

## En la literatura
La novela Sospecha de Jose Ángel Mañas está ambientada en municipios del área metropolitana de Madrid como Navalcarnero o Tres Cantos.